# Geometria a l'antic Egipte
La geometria a l'antic Egipte estava molt desenvolupada, com van admetre Heròdot, Estrabó i Diodor, comentant que els egipcis havien inventat la geometria i l'havien ensenyat als grecs. Per la naturalesa del país, les inundacions anuals els obligava a mesurar periòdicament els límits de les parcel·les cultivables, van haver de resoldre des de molt antic problemes de geometria. Calculaven correctament superfície del quadrilàter, del triangle i tenien una bona aproximació a l'àrea del cercle.
Igual que la aritmètica, era una ciència eminentment pràctica que oferia solucions concretes a diversos problemes. Els papirs de textos de matemàtica que han perdurat, destinats a l'educació dels escribes, no donen cap justificació dels mètodes de càlcul emprats, limitant-se a explicar les operacions que cal realitzar.

## Càlcul de superfícies

### Triangle

Reconstrucció del procediment egipci per calcular l'àrea del triangle.

Aquesta manera material d'entendre la ciència es tradueix en la manera en què els escribes de l'Imperi Mitjà plantegen els problemes. Aparentment, es basaven en la representació d'un triangle inscrit en un rectangle per arribar a la conclusió: àrea = alçada × base/2, i partien d'aquest coneixement per al càlcul d'altres superfícies com la del trapezi (Rhind, problema 52).
Exemple:
- Papir Rhind, problema 51:

 Exemple del càlcul d'un camp triangular. Si et diuen: Un triangle de 10 vares de meryt (alçada) i de 4 vares de base; quina és la seva superfície? Calcula així: 
 prendràs la meitat de 4, és a dir 2, per fer-ho rectangle. Multiplicaràs 10 per 2. És la seva superfície . 

 Operacions: 
|     |     |  |   |       |
|     |     |  |   |       |
| 1   | 400 |  | 1 | 1.000 |
| 1/2 | 200 |  | 2 | 2.000 |
 Solució: La seva superfície és de 2.000 colzes (és a dir, 2 Kha) = 20 arades. 

### Cercle
El major èxit dels escribes egipcis va ser el càlcul de l'àrea del cercle: el sistema emprat era sostreure 1/9 de diàmetre i calcular la superfície del quadrat corresponent, la qual cosa dona un valor per π de 3'1605, quan la resta dels pobles de l'època feien servir valor 3.
Exemple:
- Papir de Rhind, problema 50:

 Mètode per calcular un tros de terra circular el diàmetre és de 10 vares. Quina és la superfície de terra?  

 Has treure de gener la seva novena part. Queden 8: llavors has de multiplicar 8 agost vegades, el que fa 64. Mira, la superfície és 6 Kha i 4 Sehat.  

 Heus aquí com es fa:  

|         |   |   |  |  |
|         |   |   |  |  |
| 1       |   | 9 |  |  |
| 1       |   |   |  |  |
| d'això: | 1 |   |  |  |
| 9       |   |   |  |  |
 sostreure de això, resta 8. 
|    |    |  |  |  |
|    |    |  |  |  |
| 1  | 8  |  |  |  |
| 2  | 16 |  |  |  |
| 4  | 32 |  |  |  |
| /8 | 64 |  |  |  |
 La seva superfície de terra és 6 Kha (escrit 60), 4 Sehat.  

## Càlcul de volums
Els escribes calcular els volums que els interessaven, com no podia ser menys, dedicant-se a la piràmide, tronc de piràmide i cilindre. (En l'Imperi Mitjà, època de la qual daten els textos coneguts, encara s'edificaven piràmides.

### Piràmide

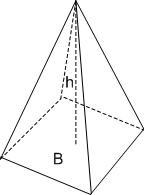
Piràmide.

No tenim cap exemple del càlcul del volum de la piràmide, però sí proves que el calculaven: hi ha un problema sobre el càlcul de l'angle d'inclinació d'una pendent, un text satíric sobre el càlcul del nombre exacte de maons necessaris per construir una piràmide, i el fet de calcular el volum del tronc de piràmide:
- Papir de Moscou, problema 14:

En resum, es tracta d'esbrinar el volum d'un tronc de base quadrada, amb costat de la base inferior  a , costat de la superior  b  i alçada  h , els càlculs són: 

Elevar  a  al quadrat i multiplicar el resultat per  b ;
Elevar  b  al quadrat i sumar els resultats de les tres operacions.
Dividir  h  entre 3 i multiplicar pel resultat de l'anterior sèrie d'operacions: aquest és el volum. 

L'expressió d'aquesta estranya sèrie d'operacions és la fórmula exacta del volum del tronc de piràmide:
V = (h/3) (a ²+ab+b ²).
Aquest problema era necessari de solucionar, perquè els obeliscs i molts altres elements arquitectònics tenien aquesta manera, i convenia conèixer el seu volum per a l'extracció, transport i utilització.
Càlcul de l'angle d'inclinació d'una pendent
{\displaystyle i={B \over 2}:h}
Sent i la inclinació, B la base ih l'altura. Així doncs, per trobar l'alçada mitjançant la inclinació:
{\displaystyle h={B \over 2i}}

### Cilindre
Els escribes necessitaven conèixer la capacitat dels recipients emprats en els magatzems, la majoria gairebé cilíndrics, tant per portar la comptabilitat del emmagatzemat com per pagar als obrers i artesans o cobrar els impostos. 
Era important també l'utilitarisme, com en tots els problemes, l'estudiant no tenia més de canviar els números per arribar al resultat correcte, en aquest cas el volum donat és l'àrea del cercle de la base (segons el sistema ja vist), multiplicat per l'alçada del recipient.